# Lightning Over Water
Lightning Over Water, també coneguda com Nick's Film, és una pel·lícula documental dramàtica Alemanya Occidental-sueca del 1980 escrita, dirigida i protagonitzada per Wim Wenders i Nicholas Ray. Se centra en els últims dies de la pròpia vida de Ray, que ja era conegut arreu del món per la seva pel·lícula clàssica de 1955 Rebel sense causa. Es va projectar fora de competició al 33è Festival Internacional de Cinema de Canes.

## Resum
La pel·lícula és una col·laboració entre Wenders i Ray per documentar els últims dies de Ray a causa d'un càncer terminal l'any 1979. La pel·lícula és parcialment un homenatge a Ray que va tenir una forta influència en el treball de Wenders, i parcialment una investigació sobre la vida i la mort. La influència de Ray en Wenders inclou el subgènere "amor a la fuga" de Ray, així com la seva fotografia cinema negre.
La pel·lícula inclou fragments de les pel·lícules de Ray The Lusty Men i el seu treball final inacabat We Can't Go Home Again. La seqüència amb l'antic fragment es va rodar al Vassar College, on Ray va presentar la pel·lícula i després va donar una conferència, de la qual n'hi ha un extracte.
Nicholas Ray apareix en un paper menor a la pel·lícula de Wenders Der amerikanische Freund. La pel·lícula de ciència-ficció de Wenders Bis ans Ende der Welt rep el nom de les últimes paraules pronunciades a la pel·lícula èpica bíblica de 1961 de Ray Rei de reis.
L'equip de filmació apareix força a la pantalla. Jim Jarmusch, l'assistent personal de Ray en aquell moment —i més tard un notable director de cinema per dret propi— es pot veure breument a la marca de les 50:28 assegut a una consola d'edició.
Quan Wenders va al campus de Vassar per assistir a una conferència, es veu una breu actuació d'un sol a l'escenari. És la història de Franz Kafka "Un informe per a una acadèmia", sobre un simi que esdevé home.